# فرودگاه شهرستان چستر گ. و. کارلسن
فرودگاه چستر کانتی گ. و. کارلسن (به انگلیسی: Chester County G. O. Carlson Airport) یک فرودگاه همگانی بهره‌برداری هوایی با کد یاتا CTH است که یک باند فرود آسفالت دارد و طول باند آن ۱۶۴۶ متر است. این فرودگاه در کشور ایالات متحده آمریکا قرار دارد و در ارتفاع ۲۰۱ متری از سطح دریا واقع شده‌است.